# كلارنس فيلدر
كلارنس فيلدر (بالإنجليزية: Clarence Felder)‏ هو ممثل أمريكي، ولد في 2 سبتمبر 1938 في سانت ماثيوز في الولايات المتحدة.

## وصلات خارجية
- كلارنس فيلدر على موقع IMDb (الإنجليزية)
- كلارنس فيلدر على موقع أول موفي (الإنجليزية)
- كلارنس فيلدر على موقع قاعدة بيانات برودواي على الإنترنت (الإنجليزية)
- كلارنس فيلدر على موقع قاعدة بيانات الفيلم (الإنجليزية)